# كيسبورت (إلينوي)
كيسبورت (بالإنجليزية: Keyesport)‏ هي منطقة سكنية تقع في الولايات المتحدة في إلينوي. يقدر عدد سكانها بـ 421 نسمة .

## الموقع الجغرافي
الموقع الجغرافي للمناطق المحيطة بهذه النقطة هو كالتالي:

## أعلام
- ويلبر كلارك
- فرانك هارتر